# 奥斯瓦尔多·吉梅内斯
奥斯瓦尔多·吉梅内斯（Osvaldo Gimenez，1959年9月5日—），烏拉圭退役的足球运动员和现任教练、经理人。他曾經擔任乌拉圭国家队助理教练并且担任过教练组组长长达七年之久，随同球隊征戰2002年世界杯足球赛。
1998年任天津泰达队主教练；2005年任上海聯城隊主教練，2007赛季前申花联城大合并后吉梅内斯成为首任新上海申花的主教练，带领球队取得了2007年A3联赛的冠军，但是由于联赛成绩不佳而离任。
2009年1月1日，吉梅内斯再次与上海申花签约，成为俱乐部总经理，他也是中国足球历史上第一个外籍俱乐部总经理。2009年赛季结束后，他返回乌拉圭，担任佩那罗尔足球俱乐部的体育总监。

## 执教生涯
- 1988 乌拉冈俱乐部主教练(乌拉圭全国联赛亚军)
- 1989-1990 乌拉圭旺达斯俱乐部主教练(乌拉圭全国联赛亚军)
- 1991-1994 乌拉圭乌拉冈俱乐部主教练
- 1995 乌拉圭国家队教练(1995美洲杯冠军)
- 1996 乌拉圭国奥队主教练
- 1997 乌拉圭国家队主教练(带队参加世界杯预选赛)
- 1998 中国天津泰达俱乐部主教练(甲B联赛冠军,晋升甲A)
- 1999-2006 乌拉圭足球协会总经理、乌拉圭各级别国家队总监、乌拉圭国家队教练组组长

## 个人荣誉
所获荣誉：
- 2000-2001 乌拉圭国家队日韩世界杯南美区出线权
- 2001 乌拉圭国家队美洲杯第4名
- 2002 乌拉圭国家队参加日韩世界杯决赛
- 2004 乌拉圭国家队美洲杯季军
- 2005-2006 乌拉圭国家队德国世界杯预选赛